# Mary Mouser
Mary Matilyn Mouser (født 9. maj 1996) er en amerikansk skuespillerinde. Hun er kendt for rollen som Samantha LaRusso i Netflix-serien Cobra Kai.

## Filmografi
| År   | Titel                                      | Rolle                | Bemærkninger    |
| ---- | ------------------------------------------ | -------------------- | --------------- |
| 2004 | Without a Trace                            | Amy Rose             |                 |
| 2005 | Pom Poko                                   | Yderligere stemmer   | engelsk version |
| 2005 | son of the mask                            | Alvey Avery (stemme) |                 |
| 2005 | Tarzan II                                  | (stemme)             | Video           |
| 2005 | Final Fantasy VII: Advent Children         | Yderligere stemmer   | engelsk version |
| 2005 | Scrubs                                     |                      |                 |
| 2006 | Holly Hobbie and Friends: Christmas Wishes | Lill (stemme)        | Video kort      |
| 2006 | Mr. Fix it                                 | Christine Pastore    |                 |
| 2007 | LA Blues                                   | Sara                 |                 |
| 2007 | Penny Dreadful                             | Clara Fowler         | Kortfilm        |
| 2008 | Dragon Hunters                             | Zoé (stemme)         | engelsk version |
| 2008 | Delgo                                      | Baby Delgo (stemme)  |                 |
| 2008 | Ball don`t lie                             | Julia                |                 |
| 2009 | Bride Wars                                 | (stemme)             |                 |
| 2009 | The Hole                                   | Annie (stemme)       |                 |
| 2011 | all kids count                             | Carla                |                 |
| 2014 | Medeas                                     | Ruth                 |                 |
| 2014 | field of lost shoes                        | Libby Clinedinst     |                 |